# Лодакенер
Лодакене́р (рос. Лодакенер, марій. Лодакэҥер) — присілок у складі Новотор'яльського району Марій Ел, Росія. Входить до складу Старотор'яльського сільського поселення.
Стара назва — Лодакенгер.

## Населення
Населення — 1 особа (2010; 7 у 2002).
Національний склад (станом на 2002 рік):
- лучні марійці — 100 %